# Real Club Deportivo de La Coruña 1999-2000
Questa voce raccoglie le informazioni riguardanti il Real Club Deportivo de La Coruña nelle competizioni ufficiali della stagione 1999-2000.

## Stagione
Pur ottenendo risultati discontinui in avvio, una serie di sette vittorie consecutive nella seconda metà del girone di andata portò il Deportivo al comando della classifica, che in seguito mantenne nonostante un rendimento irregolare che vedeva un continuo alternarsi di vittorie e sconfitte, come il successo con il Real Madrid del 6 febbraio o la sconfitta contro il Barcellona del 18 marzo. Il Depor mise le mani sul primo titolo della sua storia all'ultima giornata, battendo l'Espanyol. In Coppa del Re il Deportivo superò il Malaga ai sedicesimi sfruttando la regola dei gol fuori casa, per poi venir eliminato agli ottavi di finale dall'Osasuna, in grado di prevalere di misura all'andata e al ritorno. Agli ottavi di finale avvenne anche l'eliminazione dalla Coppa UEFA con l'Arsenal che, sconfiggendo a Highbury il Deportivo per 5-1, ipotecò il passaggio del turno; precedentemente i galiziani avevano, nell'ordine, eliminato Stabæk (autore di quella che, fino ad allora, era stata l'unica sconfitta del Depor nella competizione europea), Montpellier e Panathīnaïkos.

## Rosa
Fonte:
| N. |                        | Ruolo | Calciatore        |
| -- | ---------------------- | ----- | ----------------- |
| 1  | Camerun (bandiera)     | P     | Jacques Songo'o   |
| 2  | Spagna (bandiera)      | D     | Manuel Pablo      |
| 3  | Spagna (bandiera)      | D     | Enrique Romero    |
| 4  | Marocco (bandiera)     | D     | Noureddine Naybet |
| 5  | Argentina (bandiera)   | D     | Gabriel Schürrer  |
| 6  | Brasile (bandiera)     | C     | Mauro Silva       |
| 7  | Paesi Bassi (bandiera) | A     | Roy Makaay        |
| 8  | Brasile (bandiera)     | C     | Djalminha         |
| 9  | Portogallo (bandiera)  | A     | Pauleta           |
| 10 | Spagna (bandiera)      | C     | Fran              |
| 11 | Argentina (bandiera)   | C     | Turu Flores       |
| 12 | Argentina (bandiera)   | D     | Lionel Scaloni    |
| 13 | Rep. Ceca (bandiera)   | P     | Petr Kouba        |
| 14 | Spagna (bandiera)      | D     | César             |

| N. |                       | Ruolo | Calciatore                |
| -- | --------------------- | ----- | ------------------------- |
| 15 | Spagna (bandiera)     | A     | Iván Pérez                |
| 16 | Brasile (bandiera)    | C     | Flávio Conceição          |
| 17 | Spagna (bandiera)     | C     | Manel                     |
| 18 | Spagna (bandiera)     | C     | Víctor                    |
| 19 | Spagna (bandiera)     | D     | Ramis                     |
| 20 | Brasile (bandiera)    | C     | Donato                    |
| 21 | Spagna (bandiera)     | C     | Jaime                     |
| 22 | Spagna (bandiera)     | C     | José Manuel Colmenero     |
| 23 | Marocco (bandiera)    | A     | Salaheddine Bassir        |
| 24 | Jugoslavia (bandiera) | C     | Slaviša Jokanović         |
| 25 | Spagna (bandiera)     | C     | Fernando Sánchez Cipitria |
| 26 | Spagna (bandiera)     | P     | Dani Mallo                |
| 27 | Portogallo (bandiera) | D     | Hélder                    |
| 28 | Spagna (bandiera)     | C     | José Ramón                |

## Statistiche

### Andamento in campionato
| Giornata  | 1 | 2 | 3 | 4 | 5 | 6 | 7 | 8 | 9 | 10 | 11 | 12 | 13 | 14 | 15 | 16 | 17 | 18 | 19 | 20 | 21 | 22 | 23 | 24 | 25 | 26 | 27 | 28 | 29 | 30 | 31 | 32 | 33 | 34 | 35 | 36 | 37 | 38 |
| --------- | - | - | - | - | - | - | - | - | - | -- | -- | -- | -- | -- | -- | -- | -- | -- | -- | -- | -- | -- | -- | -- | -- | -- | -- | -- | -- | -- | -- | -- | -- | -- | -- | -- | -- | -- |
| Luogo     | C | T | C | T | C | T | T | C | T | C  | T  | C  | T  | C  | T  | C  | T  | C  | T  | T  | C  | T  | C  | T  | C  | C  | T  | C  | T  | C  | T  | C  | T  | C  | T  | C  | T  | C  |
| Risultato | V | N | V | N | P | V | N | V | P | V  | V  | V  | V  | V  | V  | V  | P  | P  | N  | P  | V  | P  | V  | P  | V  | V  | P  | V  | P  | V  | V  | V  | P  | V  | P  | N  | N  | V  |
| Posizione | 1 | 5 | 3 | 4 | 7 | 6 | 4 | 3 | 5 | 4  | 3  | 1  | 1  | 1  | 1  | 1  | 1  | 1  | 1  | 1  | 1  | 1  | 1  | 1  | 1  | 1  | 1  | 1  | 1  | 1  | 1  | 1  | 1  | 1  | 1  | 1  | 1  | 1  |

Fonte:  Spain » Primera División 1999/2000, su worldfootball.net.
Legenda:

Luogo: C = Casa; T = Trasferta. Risultato: V = Vittoria; N = Pareggio; P = Sconfitta.

## Risultati

### Primera División

#### Girone di andata
| Arbitro: | Medina Cantalejo |

|                                    |           |                   |
| Maakay 30’, 44’, 57’ Djalminha 34’ | Marcatori | 12’ Ángel Morales |